# Ardant du Picq
Charles Ardant du Picq, född 19 oktober 1821 i Périgueux, död 18 augusti 1870 i Metz, fransk överste och militärteoretiker. I hans militärteori utgör disciplin och kåranda nyckelord.

## Mannens karriär
Ardant du Picq föddes i Perigueux i Dordogne. Den 1 oktober 1844, efter examen från Ecole de St. Cyr, utnämndes han till underlöjtnant. Som kapten deltog han i den franska expeditionen till Varna (mellan april och juni 1853) under Krimkriget. Men eftersom han blev sjuk skickades han hem. När han tillfrisknade skickades han tillbaka, till Sevastopol (i september).
Han tillfångatogs under stormningen av Sevastopol i september 1855 och frigavs i december 1855. 
Från augusti 1860 till juni 1861 tjänstgjorde han i Syrien som major. 
Liksom många av hans franska jämlikar tjänstgjorde han även i Algeriet (1864-66). I februari 1869 utnämndes han till infanteriöverste. Han befann sig i Frankrike vid fransk-tyska krigets utbrott. Han stupade i spetsen för sina män i slaget vid Borny, nära Metz. 

## Verket

### Psykologi versus materiell
Ardant du Picqs militärteoretiska reflexioner publicerades först efter hans död i fransk-tyska kriget. Utgångspunkten för du Picq var att striden var en konflikt mellan moraliska (psykologiska) snarare än mellan materiella krafter. Det var inte de materiella krafterna som fällde utslaget utan de moraliska. "Vid lika eller t.o.m. underlägsen styrka kommer den att segra som är besluten att avancera, och som ... har den moraliska överlägsenheten." Detta påstående skulle vinna anklang i Frankrike. I det starka betonandet av de psykologiska krafternas roll i krigföringen före första världskriget har man velat se en omedveten kompensation av Frankrikes materiella underlägsenhet i förhållande till Tyskland: en rationalisering av svaghet. I sitt betonande av de psykologiska krafterna gick du Picq t.o.m. så långt att han förnekade den rent fysiska anfallschocken. Denna var egentligen av psykologisk natur och berodde på att den enda sidan vek undan. De stora förlusterna uppstod inte i själva slagväxlingen utan i samband med förföljandet. 

### Kårandan
Det militära huvudproblemet var enligt Ardant du Picq att förhindra att den dallring i nerverna som föregick paniken. Den psykologiska utgångspunkten för allt militärt tänkande var därför inte modet utan fruktan. Ardant du Picq såg en förebild i romarnas manskapstukt. Romarna hade förmått tvinga sina soldater att undertrycka sin fruktan ytterligare några minuter längre än motståndarna - just de minuter som ofta blev avgörande. Medlet hade varit järnhård disciplin. Genom Ardant du Picqs betonande av att all taktiks grund var självförtroende och disciplin, kom ledarnas kvalitet och den militära organisationen att ställas i centrum. Ardant du Picq insåg att disciplinen i en armé inte enbart kunde vara av yttre slag: en sådan disciplin skapade osjälvständiga soldater. I stället måste officerarna utbildas i en anda som skapade självförtroende. Grunden för detta självförtroende skulle skapas genom några grundläggande principer. Officersaspiranterna skulle tränas att lära sig iaktta bättre, beskriva bättre och ständigt påminnas om att disciplin betydde sammanhållning. Det avgörande för en armés stridsduglighet var alltså dess beslutsamhet och psykologiska integration. Kårandan skulle utvecklas till en starkare känsla än religion och nationalism.